# Lasia klettii
Lasia klettii is een vliegensoort uit de familie van de spinvliegen (Acroceridae). De wetenschappelijke naam van de soort is voor het eerst geldig gepubliceerd in 1875 door Carl Robert Osten-Sacken.